# Wissensvertreter
Wissensvertreter (Vertreter im Wissen) ist, wer ohne Stellvertreter im Sinne des § 164 BGB zu sein, 
wie ein Vertreter tatsächlich damit betraut ist, im rechtsgeschäftlichen Verkehr für einen Geschäftsherrn nach außen eigenständig Aufgaben zu erledigen, Informationen zur Kenntnis zu nehmen und sie weiterzuleiten. Das Wissen des Wissensvertreters, beispielsweise eines Angestellten wird dem Geschäftsherrn analog § 166 Abs. 1 BGB zugerechnet. Der Wissensvertreter wird damit im Hinblick auf die Kenntnis bestimmter Umstände, etwa von der Mangelhaftigkeit einer Kaufsache, dem rechtsgeschäftlichen Vertreter gleichgestellt.
Wenn z. B. der W einen Vertragsabschluss für den A eigenständig vorbereitet, aber den Vertrag nicht selbst als Vertreter des A schließt, ist W Wissensvertreter. Der A, der den Vertrag abschließt, muss sich das Wissen des W so zurechnen lassen, als sei es sein eigenes Wissen. Wenn z. B. W arglistig handelt, ist es so, als hätte A selbst arglistig gehandelt. Der Vertragsgegner kann dann den Vertrag anfechten.
Die Zurechnung endet in zeitlicher Hinsicht grundsätzlich mit dem Tod des Wissensvertreters. Dem Rechtsnachfolger wird das Wissen des Verstorbenen nicht zugerechnet. Anders liegt es bei einer juristischen Person. Diese muss sich das Wissen aller ihrer vertretungsberechtigten Organwalter zurechnen lassen, selbst wenn das "wissende" Organmitglied an dem betreffenden Rechtsgeschäft nicht selbst mitgewirkt hat bzw. nichts davon gewusst hat. Auch das Ausscheiden aus dem Amt oder der Tod des Organvertreters steht dem Fortdauern der Wissenszurechnung nicht entgegen. Denn eine juristische Person ist anders als eine Personengesellschaft in ihrem Bestand von den jeweils handelnden Organvertretern unabhängig.
In persönlicher Hinsicht wird die Wissenszurechnung dadurch begrenzt, dass für denjenigen Menschen, für den die Zurechnung gelten soll, wenigstens eine reale Möglichkeit, aber auch ein Anlass bestehen muss, sich das Wissen aus dem eigenen Gedächtnis, aus Speichermedien oder von anderen Menschen zu beschaffen. Das hängt davon ab, ob die Information über den Umstand im Zeitpunkt der Wahrnehmung als später möglicherweise rechtserheblich gespeichert werden musste.
Der Wissensvertreter ist vom Wissenserklärungsvertreter zu unterscheiden. Damit bezeichnet man einen Vertreter bei Wissenserklärungen, etwa im Rahmen der Erfüllung von Informationspflichten gegenüber einer Versicherung.